# Industrie française de la chaussure
 (septembre 2023).
La mise en forme du texte ne suit pas les recommandations de Wikipédia : il faut le « wikifier ».
Les points d'amélioration suivants sont les cas les plus fréquents. Le détail des points à revoir est peut-être précisé sur la page de discussion.
- Les titres sont pré-formatés par le logiciel. Ils ne sont ni en capitales, ni en gras.
- Le texte ne doit pas être écrit en capitales (les noms de famille non plus), ni en gras, ni en italique, ni en « petit »…
- Le gras n'est utilisé que pour surligner le titre de l'article dans l'introduction, une seule fois.
- L'italique est rarement utilisé : mots en langue étrangère, titres d'œuvres, noms de bateaux, etc.
- Les citations ne sont pas en italique mais en corps de texte normal. Elles sont entourées par des guillemets français : « et ».
- Les listes à puces sont à éviter, des paragraphes rédigés étant largement préférés. Les tableaux sont à réserver à la présentation de données structurées (résultats, etc.).
- Les appels de note de bas de page (petits chiffres en exposant, introduits par l'outil «  Source ») sont à placer entre la fin de phrase et le point final[comme ça].
- Les liens internes (vers d'autres articles de Wikipédia) sont à choisir avec parcimonie. Créez des liens vers des articles approfondissant le sujet. Les termes génériques sans rapport avec le sujet sont à éviter, ainsi que les répétitions de liens vers un même terme.
- Les liens externes sont à placer uniquement dans une section « Liens externes », à la fin de l'article. Ces liens sont à choisir avec parcimonie suivant les règles définies. Si un lien sert de source à l'article, son insertion dans le texte est à faire par les notes de bas de page.
- La présentation des références doit suivre les conventions bibliographiques. Il est recommandé d'utiliser les modèles {{Ouvrage}}, {{Chapitre}}, {{Article}}, {{Lien web}} et/ou {{Bibliographie}}. Le mode d'édition visuel peut mettre en forme automatiquement les références.
- Insérer une infobox (cadre d'informations à droite) n'est pas obligatoire pour parachever la mise en page.

Pour une aide détaillée, merci de consulter Aide:Wikification.
Si vous pensez que ces points ont été résolus, vous pouvez retirer ce bandeau et améliorer la mise en forme d'un autre article.
 (septembre 2023).
L’industrie de la chaussure est une activité traditionnelle en France qui concernait principalement les villes de Romans-sur-Isère, Fougères, Paris, Nancy, Limoges, Cholet, Pont-de-l'Arche etc. Elle se partage en production de masse de chaussures pour les usages courants ou de travail et en production plus artisanale de chaussures de luxe qui accompagne les activités de la Couture, et du prêt-à-porter français en général. La production industrielle a été fortement réduite à la suite de l’arrivée sur les marchés des chaussures fabriquées dans des pays à faibles coûts de production et de main d’œuvre.
En perte de vitesse depuis vingt ans, l'industrie française de la chaussure subit de plein fouet la concurrence de la Chine, l'Afrique du Nord, et les pays de l'Est[évasif]. Depuis 1994, la production française a été divisée par trois. La France, qui produisait 155 millions de paires en 1994, n'en fabriquait plus que 53,3 millions en 2004, selon des statistiques de la Fédération française de la chaussure. Dans le même temps, les effectifs du secteur ont fondu : 13 380 employés répartis dans 141 entreprises, puis 9 000 pour 130 entreprises en 2010, contre 30 800 en 1994. Parallèlement, 127 millions de paires de chaussures chinoises étaient importées en France en 2004, contre 83 millions en 1994. 
La Chine avait déjà une position dominante en 1995, mais les quotas mis en place en 1994 ainsi que les mesures anti-dumping avaient contenu le phénomène jusqu'en 2000/2001, avec même un recul des importations chinoises en 1997 (60 millions de paires). Depuis la fin des quotas, les importations chinoises ont progressé de 40 %. Sur les seuls produits anciennement protégés, les importations ont augmenté de 140 % en volume au début de l’année 2005.
« Plus inquiétant encore : les prix des produits anciennement sous quotas ont baissé de 35 % et les prix de la totalité des importations chinoises ont baissé de 5 %, alors que nous devons faire face chez nous à des prix en croissance » (M. Moniotte, président de la Fédération française de la chaussure, août 2005).
Face à cette concurrence accrue, le secteur tente depuis plusieurs années de se restructurer et de s'adapter en délocalisant tout ou partie de sa production (la tige et le dessus des chaussures par exemple), mais les écarts de salaires (de 1 à 13 entre la France et la Lituanie, de 1 à 33 entre la France et la Chine) sont difficiles à compenser.

## Le marché
En France, les hommes achètent en moyenne un peu moins de trois paires de chaussures par an, les femmes un peu moins de six (5,7), ces dernières remportant la palme européenne des plus grandes consommatrices. Elles sont deuxièmes dans le monde, derrière les Américaines.

## Industrie de chaussures de Sport
La marque Le Coq sportif est très présente dans le marché des vêtements sportifs.

## Industrie de chaussures
L'industrie de la chaussure s'est principalement concentrée dans trois centres en France, dont le dynamisme a évolué entre 1850 et 2017. Il s'agit tout d'abord de Paris, qui concentrait le plus grand nombre de marques, pour hommes, femmes et enfants, puis Fougères, spécialisée dans le soulier pour femmes et, enfin, Romans-sur-Isère, qui rayonna d'abord au travers du soulier pour hommes avant de s'illustrer par des marques de souliers pour femmes. Le nombre d'emplois dans ce secteur s'élevait en 1960  à plus de 7 000 personnes. Il n'en restait que 2 000 dans les années 1990 et seulement 800 en 2005.
Dès le début du XXIe siècle, les entreprises françaises de chaussures, renommées, ont vu leurs performances contestées par la concurrence des pays émergents, tout en étant progressivement et intensément la cible des stratégies financières de groupes internationaux qui investissent dans le luxe afin d'obtenir des bénéfices importants, obtenues grâce à la rentabilité de marques planétaires et puissantes. Face à cette concurrence accrue, les chausseurs ont opté pour une solution  : la délocalisation de leur production, totale ou partielle à l'image de Louboutin, Louis Vuitton ou Hermès, qui produisent la quasi-intégralité de leurs souliers en Italie, sauf pour le sur mesure, que Louboutin ou Massaro (groupe Chanel) proposent au sein de leur atelier respectif à Paris ou en proche banlieue. Cette stratégie s'est dans certains cas soldée, pour les acteurs de moindre envergure, par la perte d’une capacité à développer leurs marques, des brevets et des produits de qualité. 
La liquidation judiciaire de Stephane Kélian Production, le dépôt de bilan de Charles Jourdan en 2005 ou encore l'abandon de leur production en France par des acteurs tels que JB Martin en 2009 témoignent de ces difficultés.
Elles soulèvent également des interrogations sur la gestion de ces entreprises par des groupes financiers : lorsque « les entreprises ont échappé aux familles fondatrices et aux hommes qui les ont fait grandir, leur fonctionnement a changé », assure M. Bertholet (maire de Romans-sur-Isère).
Plus direct, M. Kéloglanian, cofondateur de Stephane Kélian Production, accuse des « magouilleurs immobiliers » d'avoir vidé son entreprise avant de l'abandonner : « ils ont récupéré l'immobilier, la marque et maintenant ils se débarrassent des salariés ». De manière plus globale, certains experts de la chaussure et du luxe avancent que les financiers qui investissent dans ce secteur s'illustrent par leur incapacité ou refus de financer des créations qui participent grandement à la construction et à la promotion d'une marque, parce qu'ils n'en voient pas le résultat financier. Ce faisant, ils grillent à petit feu la magie de la marque et son capital affinitaire, émotionnel, au point de la condamner à une mort certaine. D'autres experts évoquent le manque de préparation des dirigeants des entreprises traditionnelles de la chaussure pour la conquête de marchés internationaux et l'intégration de nouvelles technologies, si bien que lorsque la concurrence a coupé toutes leurs marges de manœuvre financière, ces entreprises sont acculées à la faillite ou à la reprise par d'autres.